# Растерянность
Расте́рянность (недоуме́ние, аффе́кт недоуме́ния) — острое психопатологическое состояние, сочетающее эмоциональный (интенсивную тревогу) и когнитивный (острое чувство непонимания происходящего) компоненты.

## Растерянность как симптом эмоциональной патологии
В психиатрии, согласно современным психопатологическим представлениям, симптом растерянности соответствует понятию аффекта недоумения. Аффектом недоумения или симптомом растерянности называют такую растерянность, которая обусловлена острым психотическим расстройством, обычно с помрачением сознания, и сопровождается мучительным непониманием больным ситуации и своего состояния, которые воспринимаются им как необычные, получившие новый неясный смысл. Относится к симптомам эмоциональной патологии.
Согласно Снежневскому А. В., аффект сопровождается либо нарушением самосознания, либо чувством непонятной изменённости внешнего мира и действительности. При алкогольных параноидах обычно сопровождается вопрошающей мимикой в результате ощущения необычности происходящего вокруг.
«Аффект недоумения» описан Корсаковым С. С. в 1893 году.

### Классификация
В психиатрии различают «пустую» растерянность, которая исчерпывается эмоцией удивления и невольным переведением взгляда с одного объекта на другой — гиперметаморфозом внимания, и бредовую растерянность, когда эмоция удивления, гиперметаморфоз внимания сочетаются с различными вариантами и появлениями бредовых идей особого значения. Часто протекает с образным бредом, слуховыми галлюцинациями, явлениями психического автоматизма и ложными узнаваниями.

## Конфузия
Английский термин «confusion (mental confusion)» (от лат. confusĭo — «замешательство, запутанность, спутанность») не синонимичен аффекту недоумения и растерянности. «Ментальной конфузией» в данном случае обозначается лишь состояние спутанности сознания и дезориентировки. В МКБ-11 «ментальная конфузия» (без дополнительных уточнений) входит в симптом «дезориентировка» (код MB21.4), и описана как состояние нарушения ориентировки в месте, времени, ситуации или других людях.